# Dea K'ulumbegashvili
Dea K'ulumbegashvili (in georgiano დეა კულუმბეგაშვილი?; Orël, 1986) è una regista e sceneggiatrice georgiana di origini ossete.

## Biografia
È cresciuta a Lagodekhi, in Georgia, in una famiglia composta principalmente da donne. Si è laureata in cinema alla Columbia University di New York. Entrambi i suoi primi cortometraggi, Ukhilavi sivrtseebi (2014) e Leta (2016), sono stati presentati nella selezione ufficiale del Festival di Cannes, il primo tra i cortometraggi in concorso e il secondo nella Quinzaine des Réalisateurs. Si è trattato in ambo i casi della prima volta per un cineasta georgiano dall'indipendenza del Paese.
Nel 2020 ha fatto il suo esordio nel lungometraggio con Beginning, su di una donna in una comunità georgiana di Testimoni di Geova: distintosi per lo stile rigorosamente formalista fatto di inquadrature statiche, long take e l'uso di un rapporto d'aspetto 1,33:1, il film ha ricevuto il plauso della critica e diversi premi a livello internazionale, tra cui al Festival di San Sebastián, dove una giuria presieduta dal regista italiano Luca Guadagnino gli ha assegnato tutti e quattro i premi principali, compresi miglior regìa e migliorsceneggiatura. Guadagnino ha poi prodotto il suo secondo lungometraggio, Ap'rili (2024), con cui la regista ha concorso all'81ª Mostra internazionale d'arte cinematografica di Venezia nel 2024.

## Filmografia

### Regista e sceneggiatrice
- Ukhilavi sivrtseebi – cortometraggio (2014)
- Leta – cortometraggio (2016)
- Beginning (Dasats'q'isi) (2020)
- Ap'rili (2024)

### Sceneggiatrice e produttrice
- Mzis kalaki, regia di Rat'i Oneli (2017)

## Riconoscimenti
- 2024 – Mostra internazionale d'arte cinematografica di Venezia
  - Premio speciale della giuria per Ap'rili
  - In concorso per il Leone d'oro con Ap'rili
- 2020 – Festival internazionale del cinema di San Sebastián
  - Concha de plata al miglior regista per Beginning
  - Premio del jurado al mejor guión per Beginning
- 2021 – European Film Awards
  - Candidatura alla miglior rivelazione per Beginning